# GSC2681-619
GSC2681-619 — хімічно пекулярна зоря спектрального класу F0, що має видиму зоряну величину в смузі V приблизно 11,0.